# Ly-Fontaine
Ly-Fontaine è un comune francese di 114 abitanti situato nel dipartimento dell'Aisne della regione dell'Alta Francia.

## Società

### Evoluzione demografica
Abitanti censiti